# Parigi-Bruxelles 1994
La Parigi-Bruxelles 1994, settantaquattresima edizione della corsa, si svolse il 15 settembre 1994 su un percorso di 251 km, con partenza da Noyon e arrivo ad Anderlecht. Fu vinta dal danese Rolf Sørensen della MG Boys Maglificio-Technogym davanti all'italiano Franco Ballerini e al britannico Sean Yates.

## Ordine d'arrivo (Top 10)
| Pos. | Corridore          | Squadra                        | Tempo    |
| ---- | ------------------ | ------------------------------ | -------- |
| 1    | Rolf Sørensen      | MG Boys Maglificio-Technogym   | 5h40'30" |
| 2    | Franco Ballerini   | Mapei-CLAS                     | a 10"    |
| 3    | Sean Yates         | Motorola                       | a 17"    |
| 4    | Johan Museeuw      | MG Boys Maglificio-Technogym   | a 1'05"  |
| 5    | Jo Planckaert      | Novemail-Histor-Laser Computer | s.t.     |
| 6    | Andrei Tchmil      | Lotto                          | s.t.     |
| 7    | Adrie van der Poel | Collstrop-Willy Naessens       | s.t.     |
| 8    | Frédéric Moncassin | Wordperfect                    | s.t.     |
| 9    | Francis Moreau     | Gan                            | s.t.     |
| 10   | Michele Bartoli    | Mercatone Uno-Medeghin         | s.t.     |